# Nukhba
Nukhba (en árabe: نخبة‎, lit. 'elite'), Fuerza Nukhba o Al-Nukhba es el nombre de una serie de comandos navales de las fuerzas especiales de las Brigadas de Ezzeldin al-Qassam, el ala militar de Hamás. Esta unidad planificó y dirigió la Operación Inundación de Al-Aqsa, el ataque del 7 de octubre de 2023 contra Israel que supuso el comienzo de la guerra Israel-Gaza de 2023.
Según el ejército israelí, las fuerzas de élite Nukhba están «seleccionadas por altos funcionarios de Hamás» y entre sus tareas se incluyen emboscadas, incursiones, asaltos e infiltración a través de túneles, así como ataques con misiles antitanque, cohetes y fusiles de francotirador.
Su principal objetivo es el ataque marítimo, ya sea sobre el agua o bajo ella, y la infiltración en Israel a través de sus playas, usando explosivos submarinos y misiles guiados que no pueden ser detenidos por el sistema Cúpula de Hierro. Sus objetivos incluyen infraestructura israelí en el mar, embarcaciones tanto militares como civiles y estaciones eléctricas. Por su carácter de comando de élite, han sido comparadas con la Fuerza Redwan de Hezbolá.

## Organización
Los comandos Nukhba se distribuyen geográficamente por toda la Franja de Gaza. Sus miembros son reclutados entre jóvenes de 18 a 20 años, muchos de ellos pescadores locales, y llevan a cabo un largo y riguroso entrenamiento que incluye prácticas de buceo y operaciones navales. Más concretamente, estos grupos practican rápidos simulacros en los que llevan explosivos hasta buques israelíes, se adentran y surgen del mar en comandos organizados y disparan misiles antitanque contra unidades navales israelíes. Aunque la unidad es secreta, utilizan las redes sociales como medio de propaganda, publicando en ella imágenes tanto de sus entrenamientos como de sus ceremonias de graduación.

## Historia
Hamás formó su unidad naval aproximadamente en 2010, después de la guerra de Gaza de 2008-2009, para fortalecer su lucha contra Israel y ayudar al contrabando de armas por mar, así como para contrarrestar la pérdida de efectividad de sus misiles tras la implantación del sistema antimisiles israelí Cúpula de Hierro. En julio de 2014, cuatro buzos surgieron del mar en la playa de Zikim armados con granadas y armas automáticas para llevar a cabo un ataque contra un tanque, pero fueron abatidos por el ejército israelí.
Nukhba sufrió bajas en la guerra de Gaza de 2014. En 2015, hubo un incidente diplomático con Egipto cuando los servicios de inteligencia de este país secuestraron a cuatro miembros de Nukhba que se habían infiltrado en él para, supuestamente, viajar a Irán a recibir entrenamiento y recibir material especializado. En 2017, algunos de sus miembros abandonaron el grupo para unirse al Estado Islámico en la península del Sinaí. En octubre de 2017, algunos comandos Nukhba estaban entre los 14 milicianos que murieron cuando se derrumbó uno de los túneles de la Yihad Islámica Palestina. En 2018, la unidad tenía alrededor de 1500 miembros. En enero de 2022, los buzos de Nukhba afirmaron haber sido atacados por un delfín militar que Israel estaba utilizando para contrarrestar sus operaciones.

## Guerra Israel-Gaza de 2023

### Operación Inundación de al-Aqsa
El 7 de octubre, las fuerzas de Hamás invadieron Israel en la denominada Operación Inundación de al-Aqsa y mataron a más de 1.200 israelíes, en su mayoría civiles. Nukhba fue la encargada de llevar a cabo la primera ola de ataques, destinada a abrir el camino para los demás combatientes.
Según el servicio de seguridad interior israelí Shin Bet, a los miembros capturados de Nukhba se les había ordenado matar a todos los que vieran y llevar a cabo atrocidades contra civiles, incluidos mujeres y niños. Si conseguían llevar rehenes a la Franja de Gaza serían recompensados con creces.
En la batalla de Zikim, varios comandos de Nukhba desembarcaron en la playa de Zikim y asaltaron la base militar Bahad 4, pero fueron repelidos por la marina israelí.

### Guerra Israel-Gaza de 2023
Según un portavoz del ejército israelí, la fuerza aérea israelí ha tenido como uno de sus objetivos específicos a los comandos de Nukhba. El Shin Bet creó una nueva unidad llamada Nili –una abreviatura de la frase hebrea Netzach Yisrael Lo Yeshaker (transl. "la eternidad de Israel no descansará")– encargada de dar caza a los miembros de Nukhba.
El 14 de octubre, el ejército israelí anunció que había matado a Ali Qadhi, comandante de la fuerza Nukhba, en un ataque con drones. En 2005, Israel ya lo había arrestado por secuestrar y asesinar a civiles, pero fue liberado en 2011 como parte del intercambio de presos relacionado con la liberación de Gilad Shalit. Bilal al Qadr, comandante de la unidad de Jan Yunis que, según el ejército israelí, llevó a cabo la masacre de Kfar Aza, murió en un ataque de la aviación israelí. Siempre según el ejército israelí, ambos hombres habían desempeñado papeles clave en el ataque del 7 de octubre. Fuentes militares israelíes informaron el 17 de octubre de que el cuarto comandante de mayor rango de Hamás, Ayman Nofal, responsable de las masacres de Be'eri y del festival de música de Re'im, murió en un ataque aéreo.
Según las imágenes de los interrogatorios de supuestos miembros de Nukhba capturados, Hamás ha estado utilizando instalaciones médicas en la Franja de Gaza, y en concreto el Hospital Al-Shifa de la ciudad de Gaza, para protegerse de los ataques israelíes y que los niveles subterráneos del hospital están utilizándose para ocultar recursos como armas y municiones. Hamás negó estas afirmaciones.
El 31 de octubre, el ejército israelí anunció que sus aviones de combate habían matado a Ibrahim Biari, de quien afirmó que era comandante del Batallón Central Jabalia de Hamás y uno de los responsables de enviar agentes de Nukhba contra Israel.